# Sinuhet (hudební skupina)
Sinuhet je česká alternativní popová skupina z Prahy. Skupina byla založena v roce 2009 hudebníkem a básníkem Milanem Urzou a klavíristou Michalem Mihokem.
V současné době (2016) kapela již nefunguje, zpěvačka Barbora Mochowa má sólový projekt.

## Diskografie
- Nocturno, 2014